# Dominion Party (Zuid-Afrika)
De Dominion Party (Afrikaans: Dominiumparty), was een kleine Zuid-Afrikaans partij die zich vooral richtte op de Engelstalige blanken.

## Geschiedenis
De Dominion Party werd in oktober 1934 opgericht als pro-Britse en anti-republikeinse partij. De partij was fel gekant tegen de toenemende macht van de Afrikaners en wees de fusie van de Brits/Afrikaner Suid-Afrikaanse Party/South African Party van generaal Jan Smuts met de Afrikaner-nationalistische Nasionale Party van premier James Barry Hertzog af omdat deze nadelig zou zijn voor de positie van de Engelstalige blanken en het republicanisme van de Afrikaners de overhand zou krijgen binnen de nieuwe partij. Daarnaast was de partij voorstander van de handhaving van het kiesrecht voor Kleurlingen en zwarten in de Kaapprovincie. Verder verzette de partij zich tegen de immigratie van Indiërs. Bij de parlementsverkiezingen van 1938 behaalde de partij 6,3% van stemmen, goed voor 8 zetels in de Volksraad. In september 1939, na het aftreden van premier Hertzog en het uittreden van Afrikaner-nationalisten uit de regering en de Verenigde Party, trad de Dominion Party toe tot het nieuwe kabinet-Smuts. Van 1943 tot 1945 was de leider van de Dominion Party, kolonel Charles Frampton Stallard (1871-1971), minister van Mijnbouw in het kabinet-Smuts. Bij de parlementsverkiezingen van 1943 verloor de partij één zetel. In 1948 verloor de partij al haar zetels en kort daarna werd de partij opgeheven.

## Aanhang
De partij kon rekenen op steun van de Engelstalige bevolking in de Unie van Zuid-Afrika, en dan met name in Natal. Een groot deel van de Engelstaligen bleef niettemin de Verenigde Party van Smuts trouw.

## Zetelverdeling in deVolksraad
| Jaar | %    | zetels |
| ---- | ---- | ------ |
| 1938 | 6,3% | 8      |
| 1943 | 3,3% | 7      |